# Tiree
Tiree (/taɪˈriː/; en gaélico escocés: Tiriodh, pronunciado [ˈtʲʰiɾʲəɣ]) es la isla más occidental de las islas Hébridas interiores de Escocia. Esta isla de baja altitud, situada al suroeste de Coll, tiene una superficie de 7834 hectáreas (30,2 mi²) y una población aproximada de 650 habitantes.
La tierra es muy fértil, y la principal fuente de empleo para los isleños proviene del cultivo en minifundios, junto con el turismo y la pesca. Tiree, al igual que Colonsay, disfruta de un número relativamente alto de horas de sol total durante la primavera tardía y el comienzo del verano, en comparación con el promedio del Reino Unido.
Tiree es un destino popular para la práctica del windsurf, y a veces se la denomina el "Hawái del norte". En la mayoría de los años se celebra aquí el evento de surf Tiree World Classic. Los habitantes nativos de la isla se conocen como Tirisdich.

## Historia

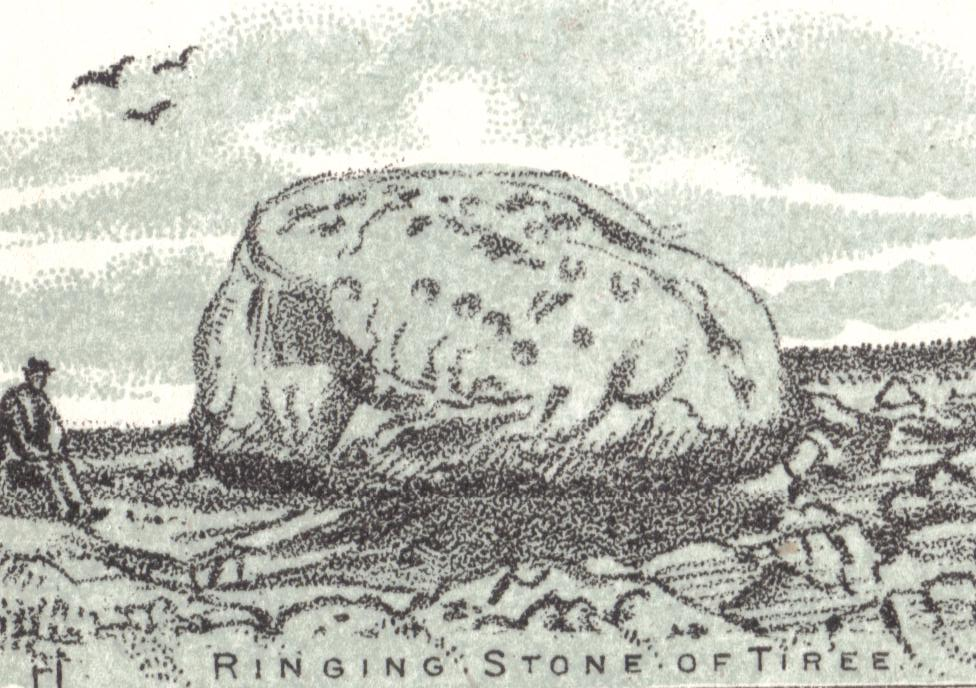
La Piedra Sonora – una piedra con marcas de copas y anillos en 1892.

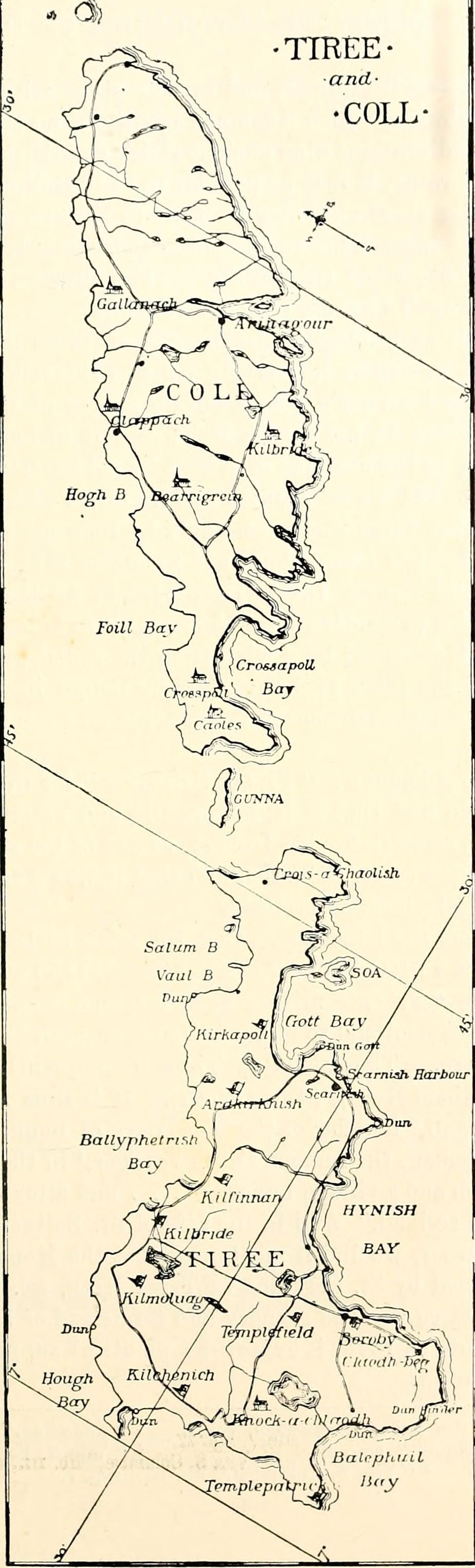
Mapa de Tiree (abajo, suroeste) y Coll (arriba, noreste), 1899.

Tiree es conocida por el broch del siglo I d. C. Dùn Mòr, por la Piedra Sonora tallada en época prehistórica y por las aves del cabo Ceann a' Mhara.
Adomnán, abad de Abadía de Iona entre 679 y 704, registró varias historias relacionadas con San Columba y la isla de Tiree.
En una de ellas, Columba advirtió a un monje llamado Berach que no navegara directamente desde Iona a Tiree, y que tomara otra ruta. El monje ignoró su consejo y navegó directamente, pero en el trayecto apareció una gran ballena que casi destruyó su barco. Columba dio el mismo consejo a Baithéne mac Brénaind, quien respondió que tanto él como la ballena estaban en manos de Dios. Columba le dijo entonces que fuera, ya que su fe lo salvaría. Y Baithene partió hacia Tiree, y cuando apareció la ballena, levantó las manos, la bendijo, y esta se sumergió de nuevo en el océano.
En otra historia, Adomnán mencionó que había un monasterio en la isla de Tiree llamado Artchain. Este monasterio fue fundado por un sacerdote llamado Findchan, quien tenía un vínculo muy estrecho «carnal» con Áed Dub mac Suibni. Columba se opuso a la ordenación de Áed Dub porque anteriormente había matado a varios hombres, y profetizó que Áed Dub finalmente abandonaría el sacerdocio y regresaría a su vida pecaminosa como asesino, para terminar siendo asesinado violentamente él mismo.
En otro relato, Adomnán cuenta que Baithéne mac Brénaind pidió a Columba que rezara por un buen viento para llegar a Tiree, y así fue: cruzó el mar desde Iona a Tiree con todas las velas desplegadas. En otro, Columba ordenó a un monje que fuera al monasterio en Tiree a hacer penitencia durante siete años. En otro más, Columba expulsó a unos demonios de Iona, que luego fueron a la isla de Tiree para atormentar a los monjes allí. Adomnán también registró que había más de un monasterio en Tiree en esa época, y que Baithéne mac Brénaind fue abad de uno de ellos.
En 1549, Donald Munro, Alto Deán de las Islas, escribió sobre "Thiridh":
"ane mane laich fertil« fruitf»l cuntrie... »ll inhabite and manurit with twa paroche kirkis in it, ane fresh water loch with an auld castell. Na cuntrie may be mair fertile of corn and very gude for wild fowls and for fishe, with ane gude heavin for heiland galayis".
En 1770, la mitad de la isla estaba en manos de catorce granjeros que habían drenado tierras para heno y pasto. En lugar de exportar ganado vivo (que a menudo llegaba exhausto al mercado y se vendía a bajo precio), comenzaron a exportar carne en salazón en barriles para obtener mejores precios. El resto de la isla se alquilaba a 45 grupos de arrendatarios en granjas cooperativas conjuntas, organizaciones agrícolas que probablemente datan de la época de los clanes. Las parcelas se asignaban mediante sorteo anual. Las fechas de siembra y cosecha se decidían de forma comunitaria. Se informa que en 1774, los habitantes de Tiree estaban «bien vestidos y bien alimentados, con abundancia de grano y ganado».
El nombre de la isla deriva de Tìr Iodh, 'tierra del maíz', de la época del misionero y abad celta del siglo VI San Columba (†597). Tiree proveía de grano a la comunidad monástica en la isla de Iona, al sureste. Varias comunidades monásticas existieron en Tiree en esa época, y algunos lugares conservan losas de piedra con cruces, como la capilla de San Patricio en Ceann a' Mhara (NL 938 401) y Soroby (NL 984 416).
El faro de Skerryvore, a 12 millas (19,3 km) al suroeste de Tiree, fue construido con dificultad entre 1838 y 1844 por Alan Stevenson.
Durante la Segunda Guerra Mundial, se construyó una gran estación de la Real Fuerza Aérea en Tiree. Las observaciones meteorológicas de la escuadrilla 518 ayudaron al Group Captain James Martin Stagg a recomendar al general Dwight D. Eisenhower retrasar el desembarco del Día D del 5 al 6 de junio de 1944. El aeródromo se convirtió en el aeropuerto de Tiree en 1947. También hubo una estación de radar Chain Home en Kilkenneth y una estación de radar Chain Home Low en Beinn Hough. Estas fueron precedidas por una estación temporal Advanced Chain Home en Port Mor y una estación Chain Home Beam en Barrapol. En la posguerra existió una estación de radar ROTOR en Beinn Ghott llamada RAF Scarinish.

## Geología

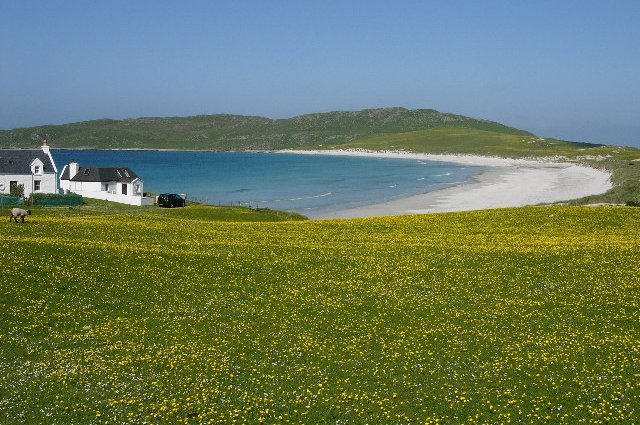
Vista hacia el oeste de la bahía de Balephuil, sobre el famoso Machair de las Hébridas

Tiree está formada en su mayor parte por gneis, correspondiente al Complejo de Lewis, un conjunto de rocas metamórficas de edad arcaica a comienzos del Proterozoico. Localmente también se encuentra granito de edad arcaica. En algunos puntos se observan intrusiones ígneas de dolerita, felsita, lamprófido y diorita de edad paleozoica.
La parte oriental de la isla está atravesada por numerosas fallas normales, la mayoría de las cuales tienen una orientación general noroeste–sureste. Entre los sedimentos del Cuaternario se encuentran depósitos de playa elevada, que son extensos en toda la isla e incluyen también áreas de aluvión de forma localizada. En el oeste y tras las principales bahías hay zonas importantes de arenas eólicas.
El punto más alto de la isla es Ben Hynish, situado en el sur, que alcanza una altitud de 141 metros (463 pies).

## Transporte
Caledonian MacBrayne opera un servicio de ferry hasta Scarinish. La travesía diaria desde Oban, en tierra firme, dura aproximadamente cuatro horas. El ferry hace escala en Arinagour, en la isla de Coll, y una vez por semana continúa hasta Castlebay, en Barra. En invierno, los servicios son más limitados.
El aeropuerto de Tiree está situado en Crossapol. Loganair ofrece vuelos diarios al Aeropuerto Internacional de Glasgow, y Hebridean Air Services vuela a los aeropuertos de Coll y Oban.
Las carreteras de Tiree, como en muchas otras islas pequeñas, son casi todas de un solo carril (carreteras de vía única). Disponen de apartaderos, conocidos localmente como «bolsillos» (pockets), donde los vehículos deben esperar para dejar pasar al tráfico en sentido contrario o permitir adelantamientos.

## Clima

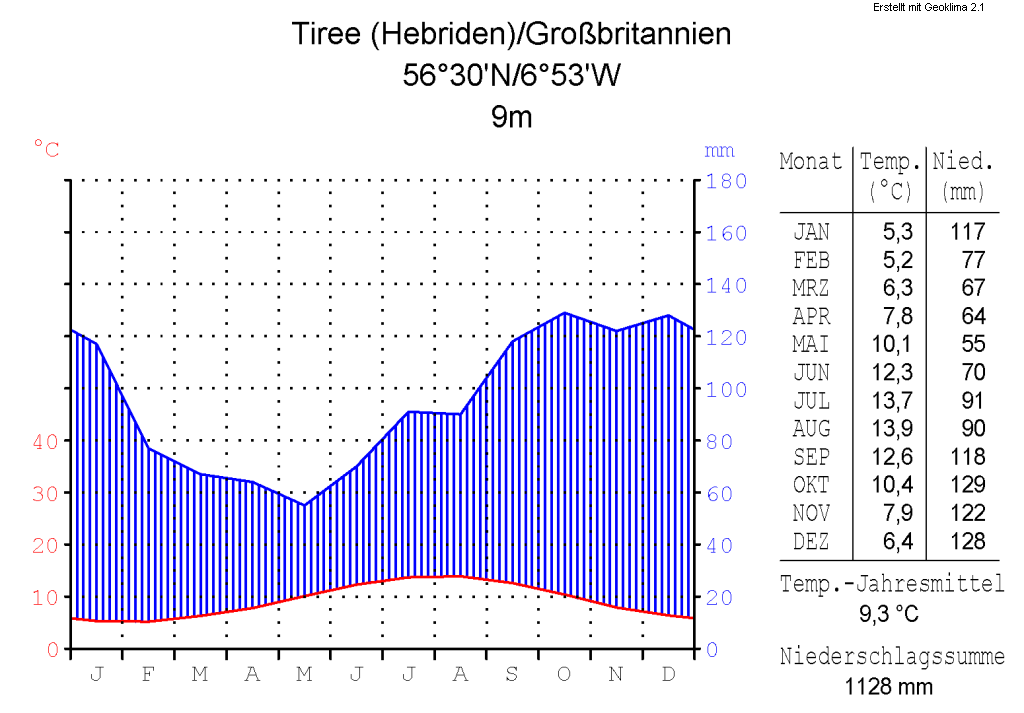
Diagrama climático de Tiree

Al igual que el resto del oeste de Escocia, Tiree presenta un clima oceánico (clasificación climática de Köppen: Cfb), con veranos frescos e inviernos suaves. A pesar de encontrarse a la misma latitud que Labrador, en el lado opuesto del Océano Atlántico, las nevadas y las heladas son raras y de corta duración. Los datos meteorológicos se recogen en el aeropuerto de la isla. La temperatura más baja registrada en los últimos años fue de −5,8 grados Celsius (21,6 °F), durante la ola de frío de diciembre de 2010.
La fuerte influencia marítima provoca veranos mucho más frescos que los de lugares costeros del continente europeo situados a latitudes similares. En cambio, los inviernos presentan temperaturas similares a las del sur costero de Inglaterra.

## Economía

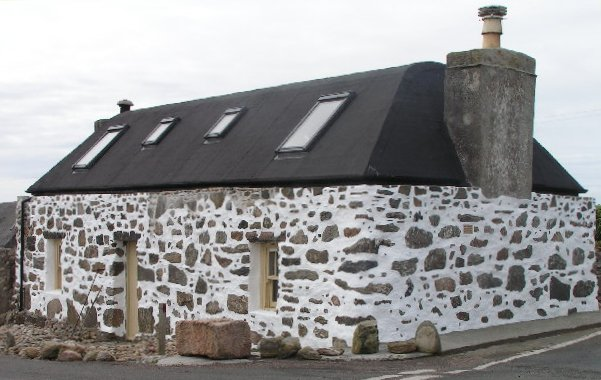
Una 'casa moteada' restaurada.

La agencia de las Hébridas del Sur afirma que
"aunque la agricultura y, en menor medida, la pesca siguen proporcionando la mayor parte de los ingresos de Tiree, el turismo desempeña un papel cada vez más importante en la economía de la isla".
Las fértiles tierras de machair permiten una agricultura de calidad y la práctica del crofting.
El Tiree Community Development Trust posee y gestiona un aerogenerador comunitario de 950 kW conocido como *Tilley*. Fue el cuarto proyecto de este tipo a gran escala en Escocia. Los tres primeros proyectos se realizaron en Gigha, Westray y en el Findhorn Ecovillage. El proyecto Argyll Array, un parque eólico marino alrededor de Skerryvore, fue propuesto pero posteriormente abandonado.
La isla es un destino turístico popular para vacaciones en familia. Los turistas se sienten atraídos por sus playas, sus múltiples crofts, sus tradicionales *blackhouses* y *white houses* —muchas con encantadores tejados de paja—, así como por sus peculiares "casas de pudín", donde la argamasa blanca contrasta con la piedra oscura. Aún se conservan en Tiree una docena de *blackhouses* techadas con hierba local *marram*.
Tiree es también conocida por la práctica del windsurf. La isla acoge regularmente la Tiree Wave Classic y fue sede de la final del Corona Extra PWA World Cup en 2007. Es visitada con frecuencia por clubes de surf, incluyendo los de las universidades de Edimburgo, Aberdeen y Glasgow.
Existe una estación de radar en la isla que realiza el seguimiento de aeronaves civiles.
Según el censo del Reino Unido de 2011, la población de Tiree era de 653 habitantes, lo que supuso una disminución de más del 15 % respecto a los 770 residentes habituales registrados en 2001. Durante el mismo período, el conjunto de las islas de Escocia vio crecer su población en un 4 %, alcanzando los 103.702 habitantes.
Tiree cuenta con una rica historia en la destilación y alberga una destilería fundada para recuperar la tradición del whisky en la isla y que produce el Tyree Gin. La destilería tiene planes para producir whisky escocés. Un artículo de abril de 2020 sobre la Tiree Whisky Company, productora del Tyree Gin, señalaba que comenzaron a destilar ginebra nuevamente en la isla en 2019, pero no mencionaba planes de producir whisky. En 2023 se anunció que la destilería había iniciado la producción de un whisky de Tiree, con el objetivo de su primer lanzamiento en 2025. Se considera que es la primera destilería legal en la isla en más de 200 años, ya que la destilación fue prohibida en 1802. En 2020, la empresa comercializaba un whisky de Speyside llamado *The Cairnsmuir*, aunque no era producido en Tiree.

## Cultura y medios
La isla es conocida por su arquitectura vernácula, que incluye las tradicionales *casas negras* y *casas blancas*, muchas de ellas aún con tejados de paja, así como las singulares *casas de pudín* o *casas moteadas*, en las que solo la argamasa se pinta de blanco.
Tiree conserva un porcentaje considerable, aunque decreciente, de hablantes de gaélico escocés. En 2001, 368 residentes (47,8 %) hablaban gaélico. Para 2011, la cifra había descendido a 240 personas (38,3 %), siendo aun así el porcentaje más alto de hablantes en las Hébridas Interiores.
Desde 2010, la isla acoge el Festival de Música de Tiree, que se celebra en Crossapol, en los campos junto al centro comunitario *An Talla*. En 2012, cuando Tiree apareció por segunda vez en el programa de la BBC Coast, se relató la labor de los meteorólogos de la RAF, que durante la Segunda Guerra Mundial volaban en misiones peligrosas hacia las tormentas del Atlántico para obtener datos climáticos.
Tiree se menciona en la canción tradicional escocesa "Dark Island", que narra el viaje de un barco que parte de Oban y pasa por la "isla de mi infancia", Tiree. La isla también aparece mencionada en el sencillo "Orinoco Flow" de Enya (1988), así como en la canción "Western Ocean" del grupo escocés tradicional Skipinnish, cofundado por el local Angus MacPhail. También se hace referencia a Tiree en la canción “Calls to Tiree” de Hamish Hawk.
- The Tiree Songbook* es un álbum con canciones extraídas de Na Bàird Thirisdeach, un libro del siglo XX que recopila composiciones tradicionales de Tiree, así como nuevas obras inspiradas en la isla.[33] El álbum recibió el premio al Proyecto Comunitario del Año en los Premios de Música Tradicional Escocesa (Scots Trad Music Awards) de 2017.

## Personas relacionadas con Tiree
- Iain mac Ailein, también conocido como John MacLean (1787–1848), fue un bardo de Tiree y una figura de gran importancia tanto en la literatura en gaélico escocés como en la literatura en gaélico canadiense.[34] Según Robert Dunbar, los gaélicos escoceses de Tiree tienen una larga tradición de poetas y compositores talentosos, pero “MacLean es... considerado por algunos como el mayor de los bardos de Tiree”.[35]